# GNU Binary Utilities
GNU Binary Utilities, GNU Binutils o simplement binutils, és una col·lecció d'eines de programació per a la manipulació de codi objecte en diversos formats d'arxiu. Les versions actuals van ser escrites originalment per programadors de Cygnus Solutions usant la biblioteca de BFD. GNU binutils, normalment, s'utilitza conjuntament amb compiladors de GNU Compiler Collection (gcc), eines de compilació com make i el depurador GNU Debugger (gdb).
Originalment només estava format per utilitats menors però després es van incloure el GNU Assembler (GAS) i el GNU Linker (GLD) en les publicacions, ja que la seva funcionalitat estava relacionada estretament.
La majoria dels binutils són programes relativament simples. La part complexa està encapsulada a les biblioteques de BFD i en les llibreries libopcodes que comparteixen.
Les versions originals de BFD van ser escrites per David Henkel-Wallace i Steve Chamberlain. Entre les persones que han mantingut el projecte en els últims anys es troben Ken Raeburn i Ian Llanci Taylor, i des de 2005 en Nick Clifton.

## Eines
Binutils inclou les següents eines:
| as        | assemblador conegut com a GAS (GNU Assembler).                                       |
| ld        | enllaçador.                                                                          |
| gprof     | Anàlisi del rendiment.                                                               |
| addr2line | tradueix les adreces a noms de fitxers i números de línia.                           |
| ar        | crea i modifica fitxers de biblioteques.                                             |
| c++filt   | filtre demangling per a símbols C++.                                                 |
| dlltool   | creació de DLL per a Windows.                                                        |
| gold      | Enllaçador alternatiu.                                                               |
| nlmconv   | converteix fitxers de codi objecte a NetWare Loadable Module (NLM).                  |
| nm        | mostra la taula de símbols dels fitxers de codi objecte.                             |
| objcopy   | convertidor entre formats de codi objecte.                                           |
| objdump   | mostra informació continguda en fitxers de codi objecte.                             |
| ranlib    | genera un índex dels continguts de fitxers                                           |
| readelf   | extreu informació de fitxers ELF (Executable and Linkable Format).                   |
| size      | mostra la mida de les seccions i el total de fitxers de codi objecte o biblioteques. |
| strings   | cerca i mostra cadenes de text incrustats en fitxers binaris                         |
| strip     | esborra informació innecessària dels fitxers de codi objecte.                        |
| windmc    | genera missatges de resources (dades encastades en binaris) de Windows               |
| windres   | compilador per fitxers de resources de Windows.                                      |